# Tetranatrium-N,N-bis(carboxylatomethyl)-L-glutamat
Tetranatrium-N,N-bis(carboxylatomethyl)-L-glutamat (GLDA-Na4) ist das Tetranatriumsalz der L-Glutaminsäure-N,N-diessigsäure (GLDA-H4), das von der Aminosäure Glutaminsäure abgeleitet ist und sich als Komplexbildner vom Aminopolycarboxylat-Typ durch besonders hohe Bioabbaubarkeit und Löslichkeit auszeichnet.
GLDA-Na4 wird als „grüne“ Alternative zu den am meisten verbreiteten Chelatoren Ethylendiamintetraessigsäure (EDTA) und Nitrilotriessigsäure (NTA) diskutiert.

## Gewinnung und Darstellung
Ausgangsstoff für GLDA-Na4 ist L-Glutaminsäure und besonders das wesentlich besser wasserlösliche und als Geschmacksverstärker in Mengen über 3 Millionen Tonnen pro Jahr hergestellte Mononatriumglutamat (MSG). Zur Erzielung akzeptabler Ausbeuten wird MSG bei pH<7 in einer Cyanmethylierung mit wässrigem Formaldehyd und Cyanwasserstoff zu Natriumglutamat-diacetonitril, einem substituierten Iminodiacetonitril, umgesetzt.
Das Diacetonitril wird mit Natronlauge unter Abspaltung von Ammoniak in über 90 %iger Ausbeute zum Tetranatriumsalz der L-Glutaminsäure-N,N-diessigsäure hydrolysiert.
Eine Verfahrensvereinfachung stellt die Verwendung von Natriumcyanid anstatt Blausäure dar. Die erhaltenen Ausbeuten liegen bei 90 % mit Gehalten am Nebenprodukt Nitrilotriessigsäure von deutlich unter 0,1 Gew.-%. Die Reaktion kann sowohl diskontinuierlich als Chargenprozess, als auch als kontinuierlicher Prozess ausgeführt werden.

## Eigenschaften
Tetranatrium-N,N-bis(carboxylatomethyl)-L-glutamat ist ein weißer, sehr gut wasserlöslicher,  hygroskopischer Feststoff, der alkalisch reagierende (typischerweise pH 11,5) und schwach gelbe wässrige Lösungen bildet. Im Gegensatz zu EDTA und NTA löst sich GLDA-Na4 in wässrigen Medien sehr gut über einen breiten pH-Bereich von 1 bis 12. Die thermische Stabilität (Zersetzung >280 °C) liegt deutlich über der von EDTA und NTA (>150 °C).

## Verwendung
Wegen der (derzeit) akzeptierten, aber letztlich unbefriedigenden ökologischen und toxikologischen Profile der gängigsten und auf petrochemischen Rohstoffen basierenden Komplexbildner EDTA und NTA wird weiter nach umweltverträglicheren Alternativen gesucht. Neben β-Alanindiessigsäure (β-ADA), Methylglycindiessigsäure (MGDA), Tetranatriumiminodisuccinat (IDHA) sowie Citraten und Gluconaten wurde Tetranatrium-N,N-bis(carboxylatomethyl)-L-glutamat als bioabbaubarer und weitgehend aus nachwachsenden Rohstoffen – hier L-Glutaminsäure – hergestellter Komplexbildner entwickelt.
GLDA-Na4 ist nach der OECD-Methode OECD 301 D (>60 % nach 28 Tagen) als leicht biologisch abbaubar klassifiziert.
Die folgende Tabelle gibt die Komplexbildungskonstanten log K von GLDA im Vergleich zu den Standards EDTA und NTA, sowie zu den bioabbaubaren Komplexbildnern Methylglycindiessigsäure (MGDA) und Tetranatriumiminodisuccinat (IDS) gegenüber mehrwertigen Metallionen wieder:
| Metallionen | GLDA | EDTA | NTA  | MGDA | IDS  |
| ----------- | ---- | ---- | ---- | ---- | ---- |
| Al3+        | 12,2 | 16,4 | 11,4 | -    | 14,1 |
| Ba2+        | 3,5  | 7,9  | 4,8  | 4,9  | 3,4  |
| Ca2+        | 5,9  | 10,7 | 6,4  | 7,0  | 5,2  |
| Cd2+        | 9,1  | 16,5 | 9,8  | 10,6 | 8,4  |
| Co2+        | 10,0 | 16,5 | 10,4 | 11,1 | 10,5 |
| Cu2+        | 13,1 | 18,8 | 13,0 | 13,9 | 13,1 |
| Fe2+        | 8,7  | 14,3 | 8,9  | 8,1  | 8,2  |
| Fe3+        | 11,7 | 25,1 | 15,9 | 16,5 | 15,2 |
| Hg2+        | 14,3 | 21,5 | 14,3 | -    | 14,9 |
| Mg2+        | 5,2  | 8,8  | 5,5  | 5,8  | 6,1  |
| Mn2+        | 7,6  | 13,9 | 7,5  | 8,4  | 7,7  |
| Ni2+        | 10,9 | 18,4 | 11,5 | 12,0 | 12,2 |
| Pb2+        | 10,5 | 18,0 | 11,5 | 12,1 | 11,0 |
| Sr2+        | 4,1  | 8,7  | 5,0  | 5,2  | 4,1  |
| Zn2+        | 10,0 | 16,5 | 10,7 | 10,9 | 10,8 |

EDTA weist gegenüber allen Kationen im Vergleich zu anderen Chelatoren deutlich höhere Komplexbildungskonstanten auf und bildet daher auch stabilere Komplexe als GLDA, das meist geringfügig niedrigere log K-Werte mit Metallionen als NTA besitzt.
Die wichtigste Eigenschaft von Chelatoren ist die Komplexbildung mit Calcium- und Magnesium-Ionen als wesentliche Verursacher für Wasserhärte. Chelatisierung der härtebildenden Ca2+-Ionen mit GLDA-Na4 kann die Ausfällung von Calciumcarbonat, auch bei hohen Temperaturen, verhindern und die Auflösung von Kalkablagerungen fördern. Dadurch wirkt Tetranatrium-N,N-bis(carboxylatomethyl)-L-glutamat als so genannter Builder in Wasch- und Reinigungsmitteln, indem es die Emulgatorwirkung von Tensiden verbessert.
Wegen seiner sehr guten Wasserlöslichkeit und Stabilität auch bei hohen pH-Werten eignet sich GLDA-Na4 zum Ersatz von Natriumtripolyphosphat (engl. STPP) in maschinellen Geschirrspülmitteln oder phosphatfreien Waschmitteln.
GLDA-Na4 erhöht die Wirksamkeit von Bioziden durch Komplexierung von Ca2+- und Mg2+-Ionen, die zur Destabilisierung der Membranen von Mikroorganismen führt und so deren Empfindlichkeit gegenüber Konservierungsmitteln und Bioziden erhöht.
Die komplexbildenden Eigenschaften von GLDA-Na4 werden in der Öl- und Gasförderung zur Auflösung von Ablagerungen von Strontiumsulfat, Bariumsulfat und Calciumsulfat und zur Verhinderung der Ausfällung schwerlöslicher Eisensalze eingesetzt.
Komplexe von Spurenelementen mit Tetranatrium-N,N-bis(carboxylatomethyl)-L-glutamat finden als Mikronährstoffe (engl. micronutrients) in Düngemitteln und als Lebensmittel- und Futterzusätze (Supplement) Verwendung.